# Madison County (Idaho)
Madison County is een county in de Amerikaanse staat Idaho.
De county heeft een landoppervlakte van 1.221 km² en telt 27.467 inwoners (volkstelling 2000). De hoofdplaats is Rexburg.

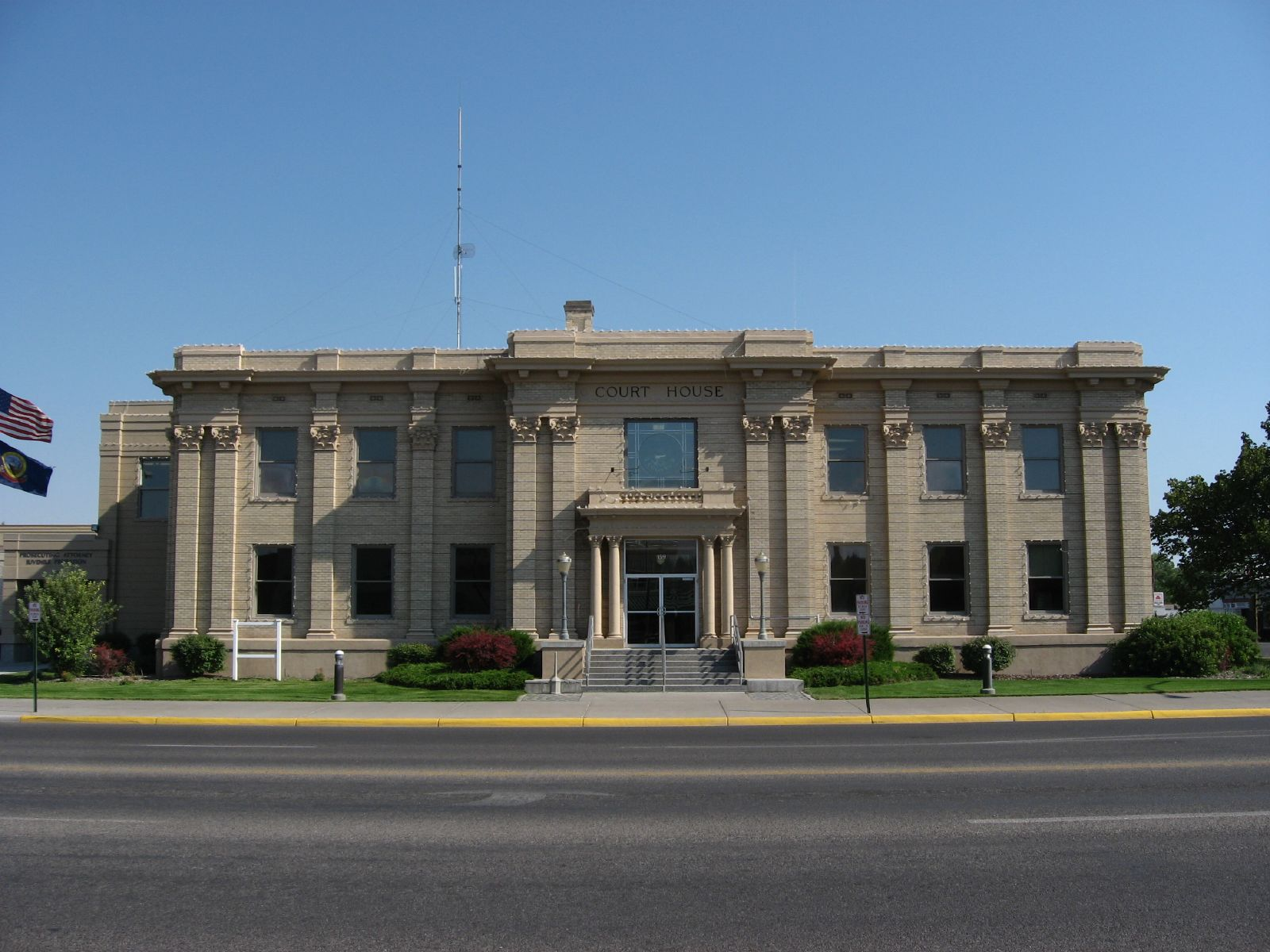
Madison County Courthouse